# Anneli Dufva

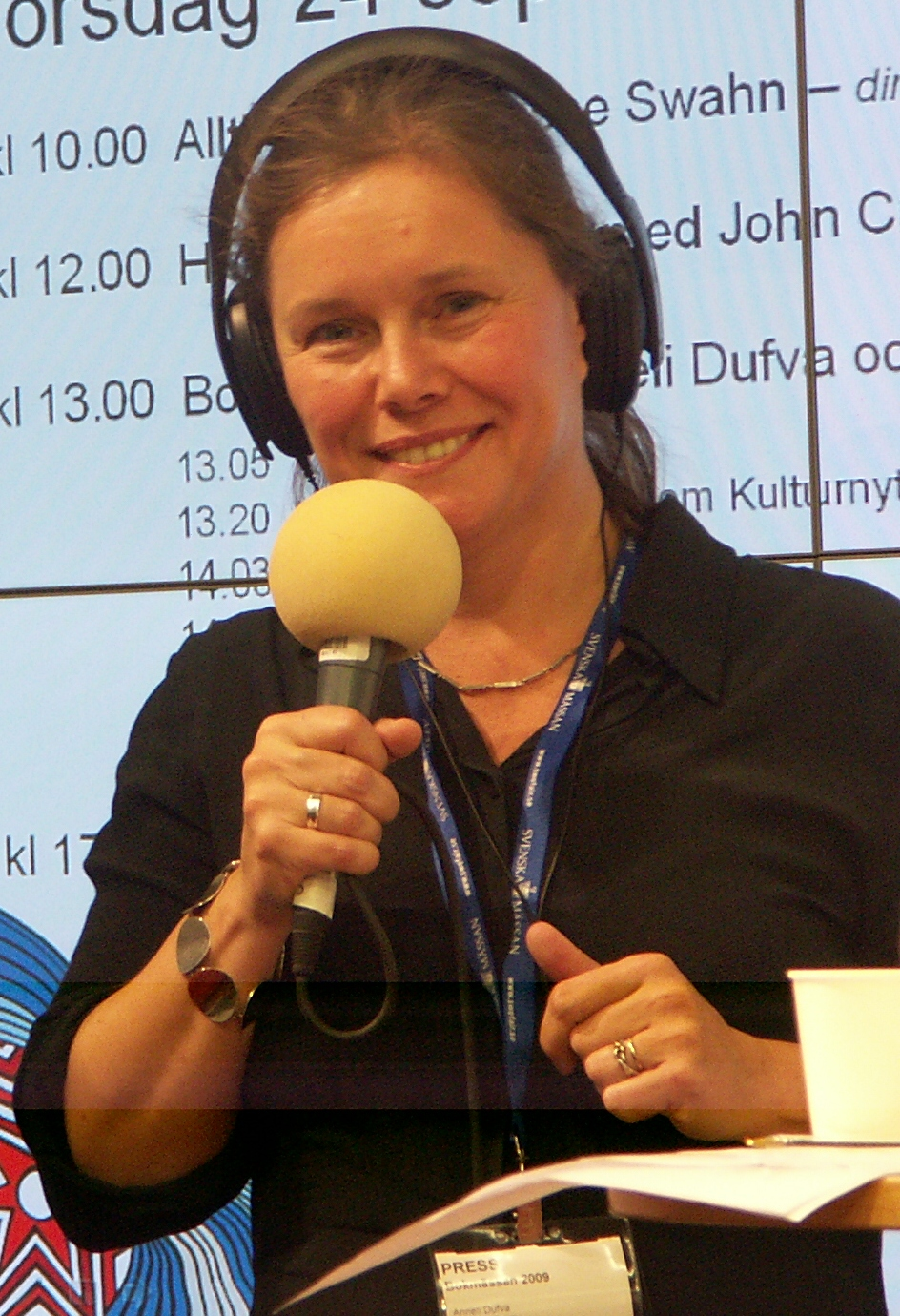
Anneli Dufva på Bokmässan i Göteborg 2009.

Anneli Dufva är en svensk kulturjournalist.
Dufva är utbildad på Stockholms Universitet, JMK och Dramatiska Institutet i Stockholm.
Hon har arbetat på Sveriges Radio sedan mitten av 1990-talet, bland annat som programledare för Kulturnytt, Scensukt och Kritiken. Mellan 2016 och 2018 var hon programledare för Teaterprogrammet.
Dufva är också litteratur- och teaterkritiker. Hon har även gjort det feministiska humorprogrammet Systrarna i P4 samt varit vikarierande korrespondent i New York. Hon har utöver arbetet på radio även varit verksam som regiassistent och dramaturg.
Sedan oktober 2018 arbetar Anneli Dufva som dramaturg och redaktör på Dramaten.